# Список дипломатических миссий Египта

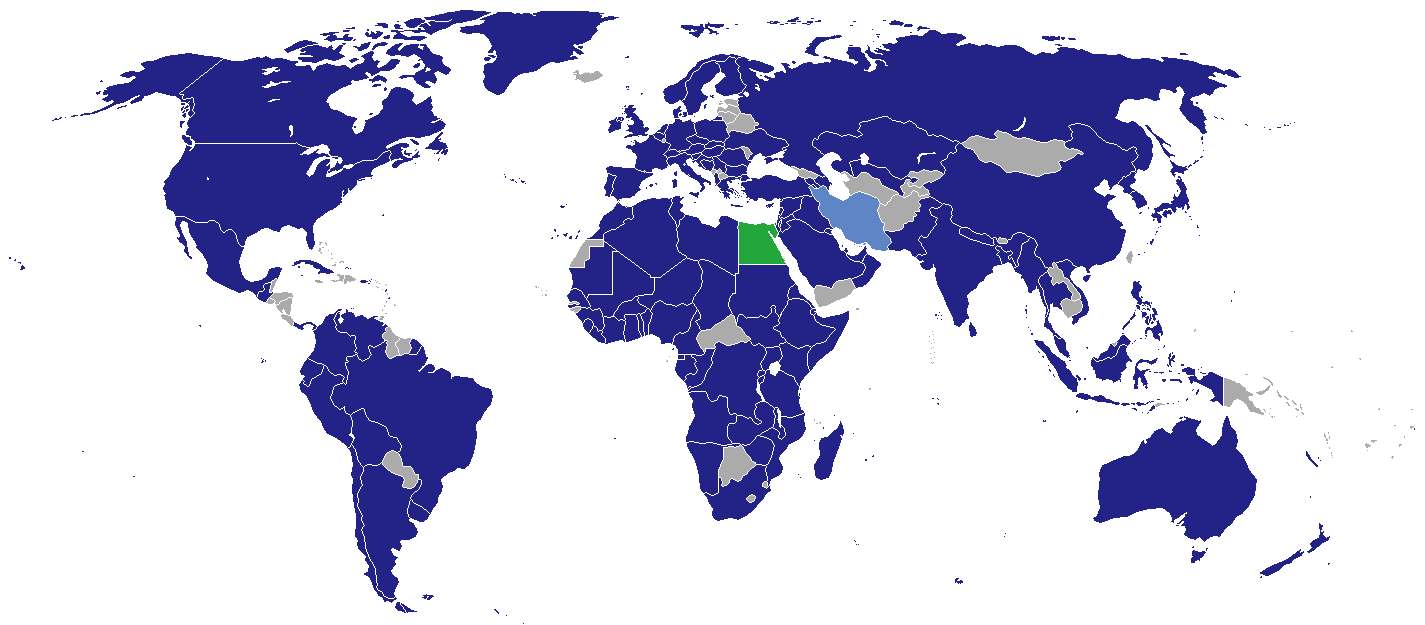

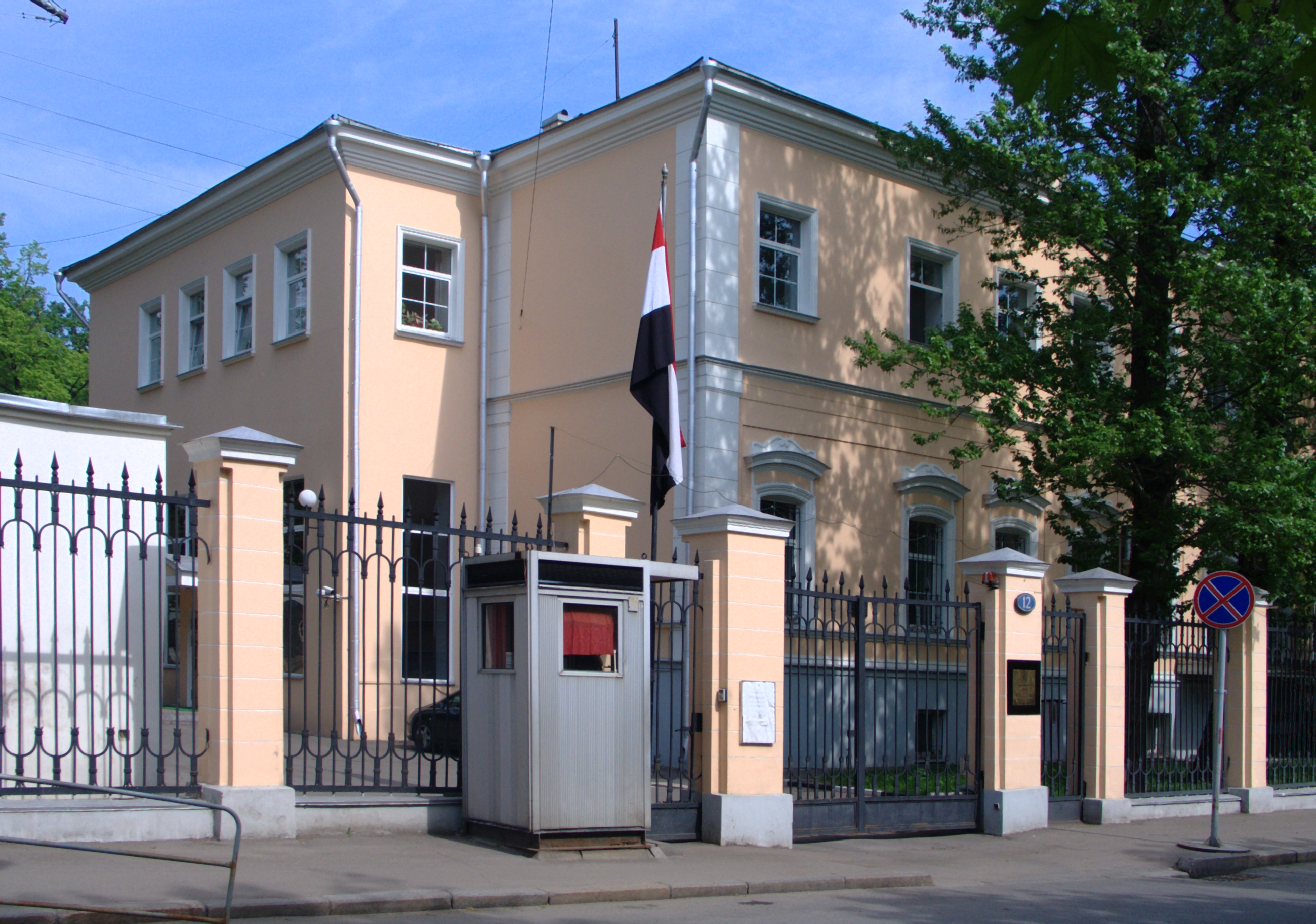
Посольство Египта в Москве

Список дипломатических миссий Египта — Египет обладает обширной сетью дипломатических представительств в различных регионах мира.

## Европа
- Албания, Тирана (посольство)
- Австрия, Вена (посольство)
- Азербайджан, Баку (посольство)
- Армения, Ереван (посольство)
- Бельгия, Брюссель (посольство)
- Босния и Герцеговина, Сараево (посольство)
- Болгария, София (посольство)
- Хорватия, Загреб (посольство)
- Чехия, Прага (посольство)
- Кипр, Никосия (посольство)
- Дания, Копенгаген (посольство)
- Франция, Париж (посольство)
  - Марсель (генеральное консульство)
- Финляндия, Хельсинки(посольство)
- Германия, Берлин (посольство)
  - Франкфурт-на-Майне (генеральное консульство)
  - Гамбург (генеральное консульство)
- Греция, Афины (посольство)
- Ватикан (посольство)
- Венгрия, Будапешт (посольство)
- Ирландия, Дублин (посольство)
- Италия, Рим (посольство)
  - Милан (генеральное консульство)
- Мальта, Валлетта (посольство)
- Нидерланды, Гаага (посольство)
- Норвегия, Осло (посольство)
- Польша, Варшава (посольство)
- Португалия, Лиссабон (посольство)
- Румыния, Бухарест (посольство)
- Россия, Москва (посольство)
- Сербия, Белград (посольство)
- Словакия, Братислава (посольство)
- Словения, Любляна (посольство)
- Испания, Мадрид (посольство)
- Швеция, Стокгольм (посольство)
- Швейцария, Берн (посольство)
  - Женева (генеральное консульство)
- Украина, Киев (посольство)
- Великобритания, Лондон (посольство)
  - Эдинбург (генеральное консульство)

## Северная Америка
- Канада, Оттава (посольство)
  - Монреаль (генеральное консульств
- Куба, Гавана (посольство)
- Сальвадор, Сан-Сальвадор (представительство)
- Гватемала, Гватемала (посольство)
- Мексика, Мехико (посольство)
- Панама, Панама (посольство)
- США, Вашингтон (посольство)
  - Чикаго (генеральное консульство)
  - Хьюстон (генеральное консульство)
  - Лос-Анджелес (генеральное консульство)
  - Нью-Йорк (генеральное консульство)
  - Сан-Франциско (генеральное консульство)

## Южная Америка
- Аргентина, Буэнос-Айрес (посольство)
- Боливия, Ла-Пас (посольство)
- Бразилия, Бразилиа (посольство)
  - Рио-де-Жанейро (генеральное консульство)
- Чили, Сантьяго (посольство)
- Колумбия, Богота (посольство)
- Эквадор, Кито (посольство)
- Парагвай, Асунсьон (посольство)
- Перу, Лима (посольство)
- Уругвай, Монтевидео (посольство)
- Венесуэла, Каракас (посольство)

## Африка
- Алжир, Эль-Джазаир (посольство)
- Ангола, Луанда (посольство)
- Бенин, Котону (посольство)
- Буркина-Фасо, Уагадугу (посольство)
- Бурунди, Бужумбура (посольство)
- Камерун, Яунде (посольство)
- Центральноафриканская республика, Банги (посольство)
- Чад, Нджамена (посольство)
- Республика Конго, Браззавиль (посольство)
- Демократическfy Республикf Конго, Киншаса (посольство)
- Кот д’Ивуар Абиджан (посольство)
- Джибути, Джибути (посольство)
- Эритрея, Асмара (посольство)
- Эфиопия, Аддис-Абеба (посольство)
- Габон, Либревиль (посольство)
- Гана, Аккра (посольство)
- Гвинея, Конакри (посольство)
- Кения, Найроби (посольство)
- Либерия, Монровия (посольство)
- Ливия, Триполи (посольство)
  - Бенгази (генеральное консульство)
- Мадагаскар, Антананариву (посольство)
- Малави, Лилонгве (посольство)
- Мали, Бамако (посольство)
- Мавритания, Нуакшот (посольство)
- Маврикий, Порт-Луи (посольство)
- Марокко, Рабат (посольство)
- Мозамбик, Мапуту (посольство)
- Намибия, Виндхук (посольство)
- Нигер, Ниамей (посольство)
- Нигерия, Абуджа (посольство)
  - Лагос (генеральное консульство)
- Руанда, Кигали (посольство)
- Сенегал, Дакар (посольство)
- Сьерра-Леоне, Фритаун (посольство)
- ЮАР, Претория (посольство)
- Южный Судан, Джуба (консульство)
- Судан, Хартум (посольство)
  - Порт-Судан (генеральное консульство)
- Танзания, Дар-эс-Салам (посольство)
  - Занзибар (генеральное консульство)
- Тунис, Тунис (посольство)
- Того, Ломе (посольство)
- Уганда, Кампала (посольство)
- Замбия, Лусака (посольство)
- Зимбабве, Хараре (посольство)

## Азия
- Афганистан, Кабул (посольство)
- Бахрейн, Манама (посольство)
- Бангладеш, Дакка (посольство)
- Мьянма, Янгон (посольство)
- Китай, Пекин (посольство)
  - Гонконг (генеральное консульство)
  - Шанхай (генеральное консульство)
- Индия, Нью-Дели (посольство)
  - Мумбай (генеральное консульство)
- Индонезия, Джакарта (Embassy)
- Иран, Тегеран (посольство)
- Ирак, Багдад (посольство)
- Израиль, Тель-Авив (посольство)
  - Эйлат (генеральное консульство)
- Япония, Токио (посольство)
  - Осака (генеральное консульство)
- Иордания, Амман (посольство)
  - Акаба (генеральное консульство)
- Казахстан, Астана (посольство)
  - Алматы (генеральное консульство)
- КНДР, Пхеньян (посольство)
- Южная Корея, Сеул (посольство)
- Кувейт, Эль-Кувейт (посольство)
- Ливан, Бейрут (посольство)
- Малайзия, Куала-Лумпур (посольство)
- Непал, Катманду (посольство)
- Оман, Маскат (посольство)
- Пакистан, Исламабад (посольство)
  - Карачи (генеральное консульство)
- Филиппины, Манила (посольство)
- Государство Палестина, Рамаллах (представительство)
  - Газа (представительство)
- Катар, Доха (посольство)
- Саудовская Аравия, Эр-Рияд (посольство)
  - Джидда (генеральное консульство)
- Сингапур (посольство)
- Шри-Ланка, Коломбо (посольство)
- Сирия, Дамаск (посольство)
- Таиланд, Бангкок (посольство)
- Турция, Анкара (посольство)
  - Стамбул (генеральное консульство)
- ОАЭ, Абу-Даби (посольство)
  - Дубай (генеральное консульство)
- Йемен, Сана (посольство)
  - Аден (генеральное консульство)
- Узбекистан, Ташкент (посольство)
- Вьетнам, Ханой (посольство)

## Океания
- Австралия, Канберра (посольство)
  - Сидней (генеральное консульство)
  - Мельбурн (генеральное консульство)
- Новая Зеландия, Веллингтон (посольство)

## Международные организации
- - Аддис-Абеба (делегация при ОАЕ)
  - Брюссель (постоянная миссия при ЕС)
  - Найроби (постоянная миссия при ООН)
  - Нью-Йорк (постоянная миссия при ООН)
  - Париж (постоянная миссия при ЮНЕСКО)
  - Рим (делегация при ФАО)
  - Вена (постоянная миссия при учреждениях ООН)